# Nueva Irlanda
La isla de Nueva Irlanda (en inglés: New Ireland; en alemán: Neu Mecklenburg; y en tok pisin: Niu Ailan) es una isla de 8.650 km² perteneciente al archipiélago Bismarck, al norte de Nueva Bretaña y a la provincia de Nueva Irlanda en Papúa Nueva Guinea y a la vez una de las provincias del país. Es la mayor isla de la provincia homónima. Su capital (y la de la provincia) es Kavieng.
En ella habitan los lesu. Es un lugar de aguas cálidas y claras, donde se mantiene un ritual ancestral de pesca de tiburones por los nativos. Los hombres se encargan de atraer a los tiburones con collares de cocos; al acercarse los tiburones se introduce en el agua un cebo y una "horca" de cuerda. Cuando el tiburón mete la cabeza por la trampa se tira del nudo corredizo y se le saca del agua para poder matarlo con un palo o estaca. 
Fue descubierta en 1616 por el navegante neerlandés Jakob Le Maire.

## Geografía física
La isla es a menudo descrita como una forma de mosquete. La isla tropical de Nueva Irlanda es larga, angosta y montañosa. El punto más alto es el monte Taron (2.379 m), seguido por el monte Lambel (2150 metros). La isla se encuentra entre los 1º y 5º de latitud Sur. Está separada, al oeste, de la isla de Nueva Bretaña por el canal de San Jorge.
La superficie de la provincia (Nueva Irlanda más de las otras islas) es de aproximadamente 9.600 km².

## Geografía humana
La población actual es 118 350 habitantes (2000), la gran mayoría vive en pequeñas aldeas rurales. La principal ciudad es Kavieng, capital de provincia al norte de la isla; Namatanai es otra pequeña ciudad en el centro de la isla. La autopista Boluminski se extiende a lo largo de la costa oriental, entre las dos ciudades.
Cerca de 20 idiomas se hablan en Nueva Irlanda y, contando los muchos dialectos o sub-dialectos, el total es probablemente alrededor de 45. El grupo de idiomas que se hablan en Nueva Irlanda es la familia de lenguas austronesias, a excepción de una sola lengua, la lengua kuot.
La isla de Nueva Irlanda contiene varias cuevas con rastros humanos entre 20 mil a 35 mil años a.p.. Incluyen la cueva de Matenbek con secuencias de evidencias de radiocarbono de aproximadamente 20 mil años a.p. La cueva de Panakiwuk contiene evidencias de muestras con fecha radiocarbono de unos 15 mil años a.p. Por su parte, la cueva de Matenkupkum contiene muestras que figuran entre las más antiguas de la región de Australasia con aproximadamente 33 mil años a.p. Otro de los sitios más antiguos se encuentra en la cueva de Buang Merabak, una de las pocas con evidencias de fauna cambiante desde hace unos 20.000 años a.p. Estas fechas proveen evidencias de los ascendientes de la cultura Lapita.

## Cultura

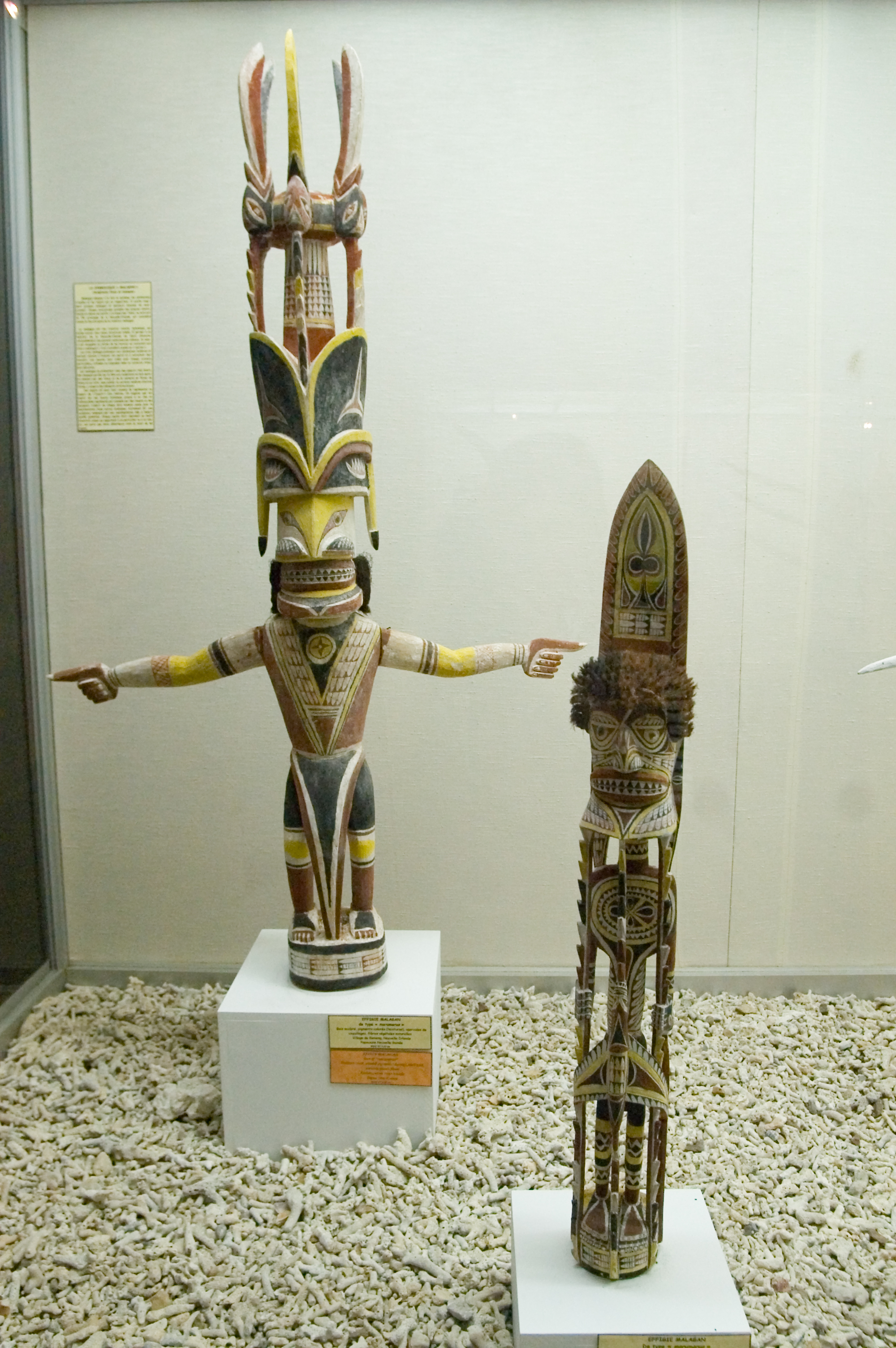
Efigies Malangan.

Nueva Irlanda, al igual que muchas partes de Papúa Nueva Guinea, tiene una cultura que es una mezcla de lo viejo y lo nuevo: las prácticas culturales tradicionales son ampliamente respetados y casi en todas partes, pero la sociedad está cambiando, el resultado de la actividad de iglesias, la urbanización y diversos aspectos de la cultura mundial contemporánea que se necesitan.
Es probable que el más famoso sistema cultural de Nueva Irlanda sea el "Malangan", una palabra nalik para designar un conjunto de antiguas costumbres y ceremonias veneradas y practicadas en toda la isla, se redujo sólo durante la Segunda Guerra Mundial debido a la dificultad para obtener los recursos que estos ritos y ceremonias requieren.